# Pinda-Boroko
Pinda-Boroko est une localité du nord-est de la Côte d'Ivoire et appartenant au département de Bondoukou, Région du Zanzan. La localité de Pinda-Boroko est un chef-lieu de commune.

## Histoire
Après l'ouverture de son collège au cours de l'année 2009-2010, la commune de Pinda-Boroko vient d'être érigée en sous préfecture.
Pour rappel, la demande relative à la sous préfecture remonte à 1975 ; les premières négociations avec l'administration, faites par
le doyen des cadres, feu Kouassi Teya, assisté par la mutuelle de développement (ATEP). Malgré les difficultés et l'attribution de cette entité administrative à un village voisin en 1998-1999, les cadres se sont organisés pour définir une stratégie et pour la mise en œuvre d'actions qui viennent en Octobre 2010, de connaître un aboutissement heureux. Organisées à partir de 1999 sous la supervision de la mutuelle Kan Boom (Nouvelle dénomination), elles ont été déroulées sur des axes multiformes (Lobbyisme, courriers de demande et de relance, organisation de visites d'état, pressions à travers la presse, etc.), le point culminant des interventions se situant en Mars 2005, avec le déplacement du Conseil Général et de l'ensemble du corps préfectoral dans l'arrière Zanzan, à l'effet se rendre compte des réalités du terrain et de prendre position sur l'opportunité d'ériger la commune de Pinda-Boroko en sous préfecture.
Principaux repères
1975 : Introduction de la première demande de sous préfecture, 
1998 : Visite de Mme Bédié, 
1999 : Érection de Pinda-Boroko en Commune Rurale, 
2001 : 
2002 : Visite des Ministres Lida Kouassi et Amani N'Guessan, 
2003-2005 : Érection de Pinda-Boroko en Commune de plein exercice, 
2005-2009 : Construction du Collège de Pinda-Boroko, 
2010 : Érection de la Commune de Pinda-Boroko en sous préfecture.
Présidents de la mutuelle de Pinda-Boroko : MM Yao Kra denis, Kossonou Georges Koffi Adou, N'Guettia Yao Signo, et Kobenan Kossonou Honoré depuis 2013.